# クロンバッハ

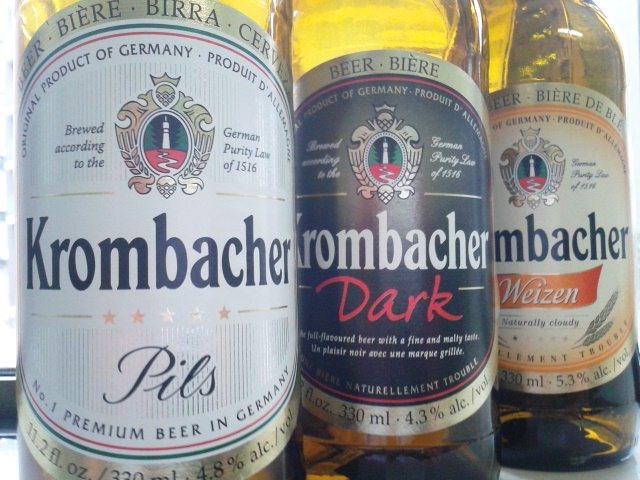
クロンバッハ

クロンバッハまたはクロムバッハ（ドイツ語: Krombacher）は、ドイツのノルトライン＝ヴェストファーレン州クロイツタールに位置する醸造所。

## 概要
現在はピルスナーだけでなくヴァイツェン（白ビール）、デュンケル（ダーク）、ラドラー（レモネードでビールを割ったビアカクテル）と多彩なラインアップを持つが、元々はピルスナー専門の醸造所だった。麦の風味が際立つことから、「飲むパン」と言われている。
ドイツで飲まれるピルスビールの10杯に1杯はクロンバッハピルスが飲まれていると言われるほど売上トップクラスのビール。
サッカーのスポンサーとしても有名で、ドイツサッカーリーグ、ブンデスリーガのオフィシャルパートナーであり、
アイントラハト・フランクフルトのメインスポンサーを行っている。

## 商品ラインナップ
- Krombacher Pils
- Krombacher Weizen
- Krombacher Dunkel
- Krombacher Dark（Dunkelの他国版）
- Krombacher Radler
- Krombacher Weizen Radler
- Krombacher Pils Alkoholfrei
- Krombacher Weizen Alkoholfrei
- Krombacher Radler Alkoholfrei
- Krombacher Weizen Radler Alkoholfrei
- Krombacher's Fassbrause

日本国内においては「クロンバッハ ピルス」（2021年より）と「クロンバッハ ヴァイツェン」（2022年より）の二種がコルドンヴェール株式会社によって輸入されている。